# Руке од камена
Руке од камена (енгл. Hands of stone, шп. Manos de piedra) је америчко—панамски биографско—спортски филм о каријери бившег професионалног боксера Роберта Дурана. Написао га је и режирао Џонатан Јакубович. У главним улогама су Едгар Рамирез, Роберт де Ниро, Ашер, Рубен Бладес, Педро Перез, Елен Баркин, Ана де Армас, Оскар Хенада и Џон Туртуро. Филм је премијерно приказан на филмском фестивалу у Кану, 16. маја 2016. године, док је у Сједињеним Државама објављен 26. августа 2016. године од стране Вејнстејн компаније.

## Радња
Одрастајући у Панами, Дуран се образовао код куће, гдје га је Чафлан подучавао важним животним лекцијама. Отац га је напустио кад је био мали. Касније, Роберто се придружио боксерском клубу, гдје му је тренер био Нестор Кињонес.
Када је напунио 20 година, амерички боксерски тренер, Реј Арсел, који је скоро изгубио живот када га је напао непознати нападач 1953. у Њујорку и који живи са женом Стефани, примијетио је Робертов сирови таленат и снагу у ударцима и узео је да га тренира. Недуго након тога, Дуран упознаје студенткињу Фелисидад, са којом ће касније имати петоро дјеце.
Након борби током седамдесетих и осамдесетих година 20. вијека, напредујући кроз дивизије, са скором од само једног пораза, изазвао је Шугар Реј Леонарда, који је тада назван борцем године. Ипак, Дуран је изразио непоштовање према Леонарду, назвавши га кловном и предвиђајући да ће побиједити нокаутом.
Једне вечери, Дуран је увриједио Леонарда пред његовом женом, назвавши га хомосексуалцем, док је његовој жени рекао да ће га убити. Инцидент је исфрустрирао Леонарда. Дуранова нетрпељивост према Леонарду изгледало је да долази из нетрпељивости према Американцима генерално, зато што што се подсјетио на окрутан третман панамског народа од стране Американаца, подсјећајући се на то како су америчке трупе преузеле контролу над државом заузевши Панамски канал, што је довело до сукоба између двије стране 1964. године.
Меч је одржан у јуну 1980. године, у Монтреалу, Дуран је побиједио једногласном одлуком судија, као нови шампион велтер категорије (148–147, 145–144, 146–144). То је био први пораз Леонарда у каријери. Након борбе, Леонард је изјавио да је то што је био вријеђан била стратегија и позвао је на реванш у вриједности од осам милиона долара. На кућној забави, менаџер Карлос Елета, обавијестио је Дурана о реваншу, што је овај нерадо прихватио. Чафлан је убијен, након што га је ударио камион.
У новембру 1980. године, Дуран и Леонард срели су се у рингу у реваншу, овога пута у Њу Орлеансу. Током осме рунде, Дуран се предао говорећи "No más" ("не више") судијама, разљутивши цијелу паманску заједницу. На тај начин, Леонард је побиједио техничким нокаутом (68–66, 68–66, 67–66).
Прије повратка кући у Панами, суочио се са протестом. Рекао је својој жени да је зажалио што их је изневјерио и да мора да се врати у ринг да би повратио популарност и опроштај навијача. Након инцидента, Арсел се повукао са мјеста Дурановог тренера, рекавши му да ће Пломо бити његов нови тренер. У јуну 1983, у Њујорку, у ноћи борбе Дурана и Дејва Мура, Леонард и Дуран срели су се први пут након реванша; Леонард је био коментатор. Дуран му се извинио за увреде и поручио да пренесе његово извињење супрузи, а Леонард му је опростио. Када је борба ушла у осму рунду, Дуран је побиједио техничким нокаутом, захваљујући чему је повратио популарност и понос међу панамским народом.
Пломо је остао на Дурановој страни све до смрти 2012. године; Леонард и Дуран су остали пријатељи борили су се још једном и Леонард је поново побиједио. Реј Арсел је постао први боксерски тренер који је увршћен у свјетску боксерску кућу славних (WBHF) и међународну боксерску кућу славних (IBHF). Умро је 7. марта 1994. године, након шест година борбе са леукемијом.

## Улоге
| Глумац            | Улога               |
| ----------------- | ------------------- |
| Едгар Рамирез     | Роберто Дуран       |
| Роберт де Ниро    | Реј Арсел           |
| Ашер Рејмонд IV   | Шугар Реј Леонард   |
| Оскар Хенада      | Чафлан              |
| Џурни Смилет Бел  | Хуанита Леонард     |
| Елен Баркин       | Стефани Арсел       |
| Рубен Бладес      | Карлос Елета        |
| Педро Перез       | Пломо Квињонес      |
| Ана де Армас      | Фелисидад Иглесијас |
| Џон Туртуро       | Френки Карбо        |
| Елиуд Кауфман     | Маргарито Дуран     |
| Џон Дуди          | Кен Бушанан         |
| Џон Урла          | Анхело Данди        |
| Јанси Аријас      | Бени Хуертас        |
| Дрена де Ниро     | Адел                |
| Илза Понко        | Кјара Саманијего    |
| Ентони Молинари   | Марин Молинари      |
| Рик Ејвери        | Жил Кленси          |
| Роб Скајлер       | Хауард Косел        |
| Израел Исак Дуфус | Дејв Мур            |

## Продукција
Продукција филма почела је у децембру 2013. године у Панами. Главна фотографија завршена је у марту 2014. године. Филм је посвећен у спомену на Стефани Арсел "Твоја заоставштина је љубав".

## Објављивање
У мају 2015. године, Вејнстејн компанија, откупила је права за приказивање у Сједињеним Државама, обавезавши се на двије хиљаде екранизација. Премијерно је приказан на филмском фестивалу у Кану, 16. маја 2016. године. У Сједињеним Државама планирано је да буде објављен 26. августа 2016. године, у 800 биоскопа, након чега је објављивање проширено на 2.500 биоскопа 31. августа 2016. године.

## Пријем

### Зарада
Филм Руке од камена објављен је 26. августа 2016. године и прве недеље је зарадио од два до три милиона долара из 810 биоскопа. У лимитираној првој недељи зарадио је 1,7 милиона долара и по заради нашао се на 16 мјесту. У својој другој недељи, упркос томе што је додат у још 1.201 биоскоп, филм је зарадио само 1,3 милиона долара и био је на 20 мјесту по заради.

### Критички пријем
На сајту Rotten Tomatoes, филм има рејтинг 44% на основу 105 рецензија и просјечни рејтинг 5.3/10. Критички осврт на сајту гласи: "Јаке улоге и фасцинантна прича из стварног живота у филму Руке од камена, нису довољни да компензују препуну причу и формуларни текст". На сајту Metacritic, који сумира оцјену до 100 на основу рецензија, филм има оцјену 54, на основу 31 рецензије. У анкети сајта CinemaScore, филм је добио просјечну оцјену A+, на скали од A до F, на основу 18 рецензија; 97% позитивних рецензија дале су жене.